# Amphion (1778)
Amphion var en kunglig lustjakt och ett stabsfartyg. I grunden var fartyget en skärgårdsfregatt av typen turuma, men på Gustav III:s begäran byggdes den utan tunga kanoner och avvek därför betydligt från övriga fartyg av samma typ. Fartyget som ritades av Fredrik Henrik af Chapman byggdes på Djurgårdsvarvet i Stockholm sommaren 1778 och sjösattes samma år. Amphion namngavs efter Zeus son och kulturens beskyddare inom den grekiska mytologin. Fartygstypen var ingen särskilt bra seglare och kungens fartyg kallades i folkmun för "den förgyllda träskon".

## Historik

### Konstruktion
Amphion ritades 1777 som kunglig lustjakt åt Gustav III. Den var mindre än krigsfartygen, 33,5 m lång och 6,8 m bred, och hade bara två master med en skonertrigg (senare omriggad som en brigantin). Chapman hade till en början avsett att den skulle vara bestyckad ungefär som de större fartygen, men på kungens begäran begränsades beväpningen till enbart nickhakar.
Hon utsmyckades i gustaviansk stil, en stramare inhemsk tolkning av nyklassicismen, med en stor kajuta med takfönster som var väl lämpad för kungliga audienser och möten.

### I tjänst

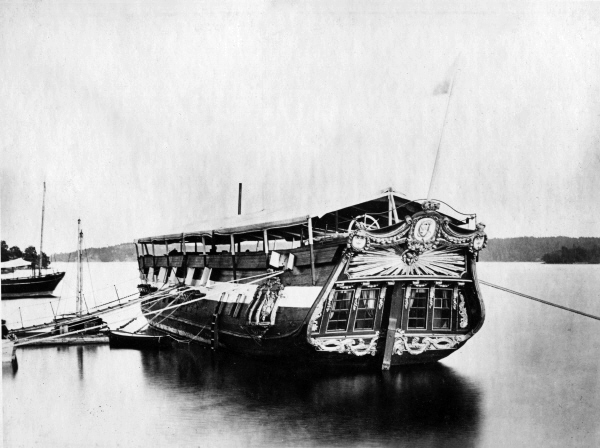
Amphion som logementsfartyg.

Amphion var överlag en dålig seglare och mycket tung att ro. Redan vid den första seglatsen med Gustav III ombord, från Karlskrona till Stockholm, höll hon på att förlisa i en kastby när fartyget kom till Stockholms skärgård. Kungen gick därför iland redan på Dalarö. Därefter användes hon mest för utflykter på Mälaren och senare som logementsfartyg.
Hon tjänstgjorde som stabsfartyg åt kung Gustav III under ryska kriget 1788-1790 men visade sig så långsam att kungen var tvungen att överge henne under det dramatiska Viborgska gatloppet 1790.

### Eftermäle
År 1884 höggs Amphion upp till ved. Galjonsfiguren och akterkastellet med det kungliga befälsrummet bevarades och finns idag utställt på Sjöhistoriska museet i Stockholm. De bevarade delarna genomgick en konservering och restaurering mellan 2003 och 2006, vilken utfördes av Ateljé Catellani. 
Det nuvarande akterkastellet tillkom 1791 efter att fartyget blivit skadad vid slutet av Gustav III:s ryska krig. Det tidigare akterkastellet saknade kungligt namnchiffer, och de fyra fönsterinramningarna var av en enklare utformning.

## Galleri

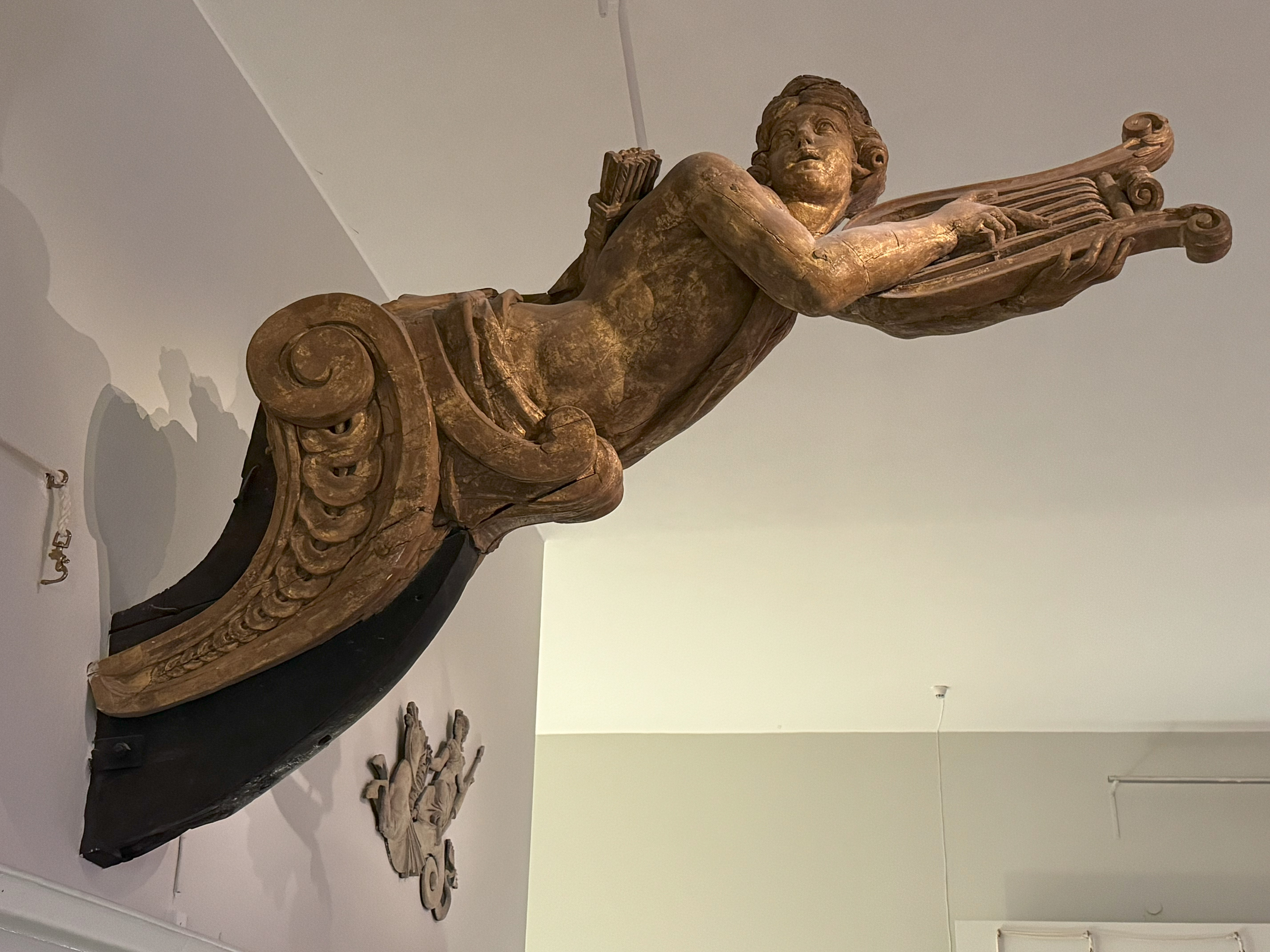
Amphions galjonsfigur på Sjöhistoriska museet i Stockholm, skuren av Pehr Ljung (1743-1819).
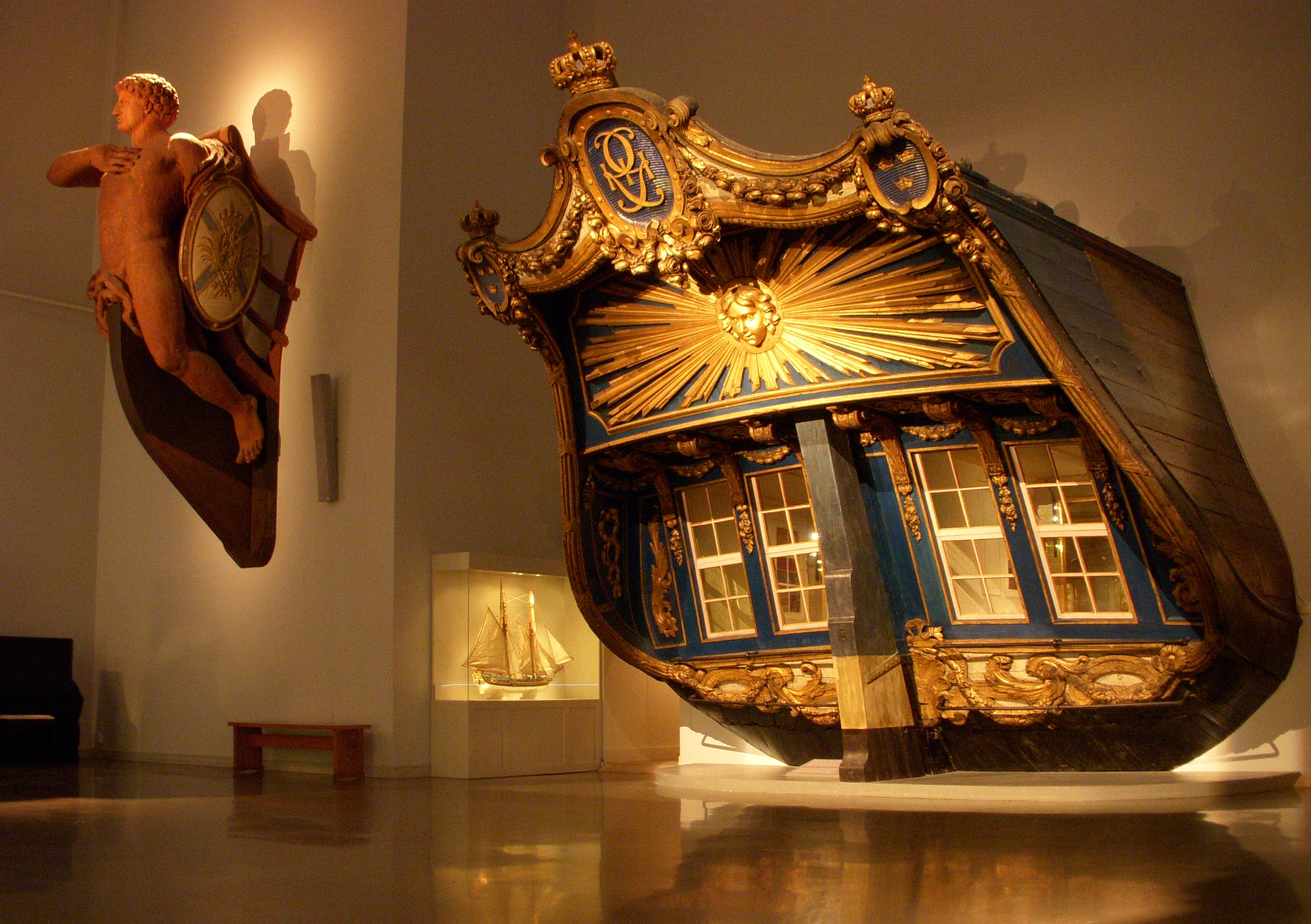
Akterspegeln.
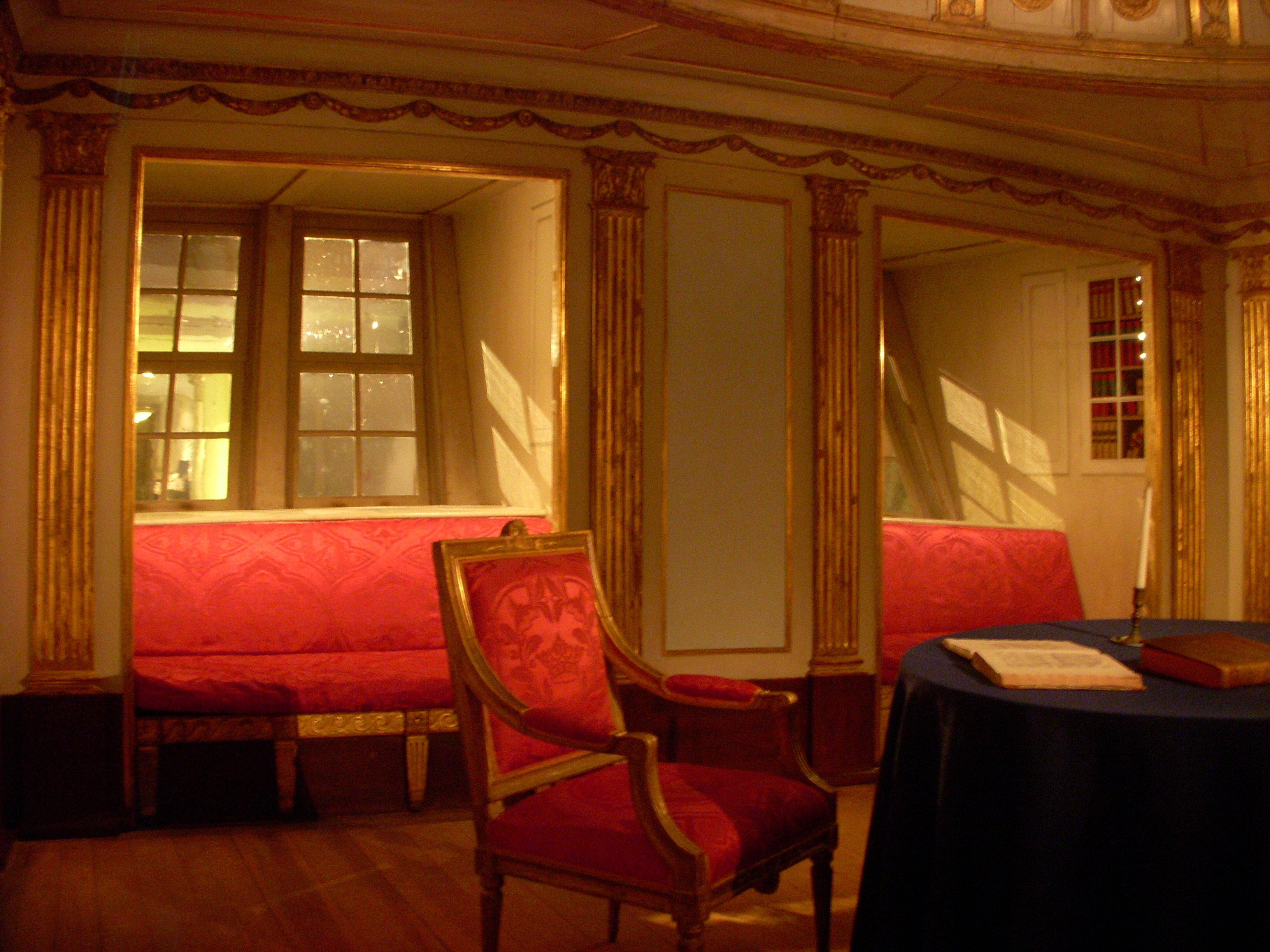
Gustav III:s kajuta.
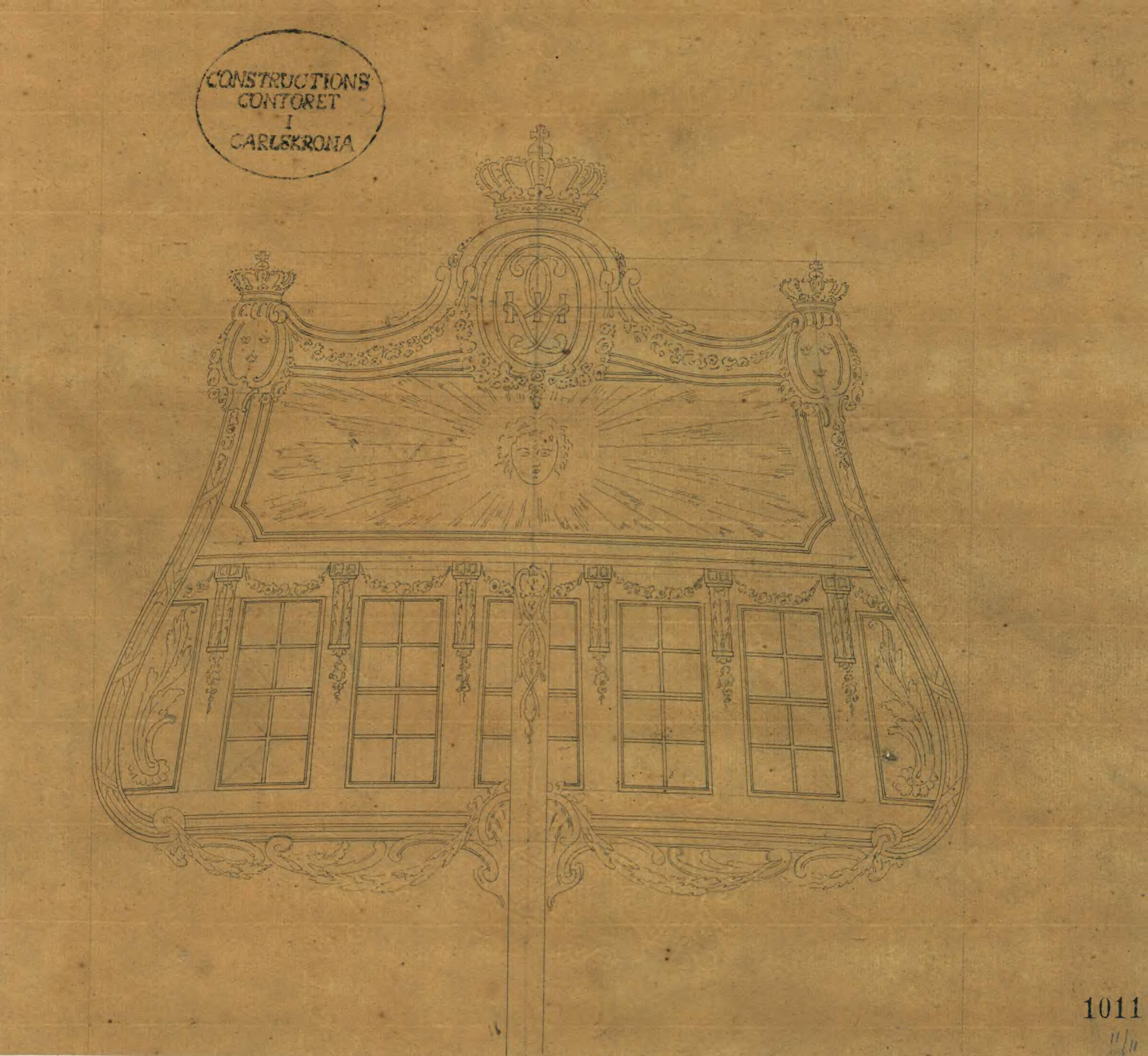
Ritning på akterskeppet och dess dekoration